# فندق فلسطين (بغداد)
فندق فلسطين (ميريديان سابقا) هو فندق يقع في قلب العاصمة العراقية (بغداد). ويطل الفندق على ضفاف نهر دجلة بالقرب من شارع ابي نؤاس و ساحة الفردوس.
بني الفندق في فترة السبعينات من القرن العشرين في زمن كان العراق بلدا يجذب الكثير من السائحين الأجانب. وقد اكتسب الفندق شهرة عالمية بعد حرب الخليج الثالثة وبعد الغزو الأمريكي للعراق في عام 2003م، لتعرضه للقصف بالمدفعية من قبل الجيش الأمريكي الذي دخل إلى مدينة بغداد لأسقاط نظام صدام حسين. وفي تلك الأثناء كان الفندق يحوي على مكاتب القنوات الإخبارية العالمية، وكانت تبث تقاريرها المباشرة من على سطح المبنى، الأمر الذي أدّى إلى جرح بعض الاعلاميين ومقتل مصورين كانوا في الفندق اثناء القصف. كما وتعرض الفندق لهجمات وتفجيرات في فترة الاضطراب الأمني التي تلت الغزو الأمريكي للعراق.

## وصلات خارجية
- Jose Couso نسخة محفوظة 9 ديسمبر 2006 على موقع واي باك مشين.
- In Baghdad, lap of luxury isn't all that comfortable
- U.S. Marines Raid the Palestine Hotel in Baghdad: We Go to the Iraqi Capital to Speak with a Reporter Inside the Hotel - DN! 4/16/03
- Hotel Palestine: Killing the Witness - Documentary Exposes Truth Behind the Attack 3/23/05